# Бьют (остров)
Бьют (англ. Isle of Bute, гэльск. Eilean Bhòid или Eilean Bhòdach) — остров на западе Шотландии, в заливе Ферт-оф-Клайд. В настоящее время административно относится к округу Аргайл-энд-Бьют, ранее вместе с другими островами залива — Арран, Грейт-Камбрей и др. — образовывал графство Бьют. Крупнейший город Бьюта — Ротсей на восточном берегу острова. Замок Ротсея исторически являлся одним из центров владений Стюартов, королевской династии Шотландии и Англии.

## География
Рельеф острова Бьют невысок, преобладают холмы (высотой до 278 м, вершина Уинди-Хилл) и плодородные прибрежные низменности. Узкий пролив Кайл-оф-Бьют отделяет северную часть острова от полуострова Ковал.

## История
Территория Бьюта довольно рано была заселена скоттами, переселенцами из Ирландии и вошла в состав гэльского королевства Дал Риада. В 843 г. Дал Риада объединилась с Королевством пиктов, образовав Шотландское государство. В то же время на территорию западного побережья проникают норвежские викинги. В середине XII в. Бьют вошел в состав гэльского Королевства Островов во главе с Сомерледом. Около 1200 г. Бьют захватывают Стюарты, англо-шотландский род, основные владения которого находились в Клайдсайде. После того, как Роберт Стюарт стал в 1371 г. королём Шотландии, Бьют вошел в состав королевского домена.
C 1398 г. наследник короля Шотландии стал носить титул герцога Ротсея, в честь главного замка Стюартов на Бьюте. Этот титул до сих пор используется наследником престола Великобритании принцем Уэльским. В настоящее время короли не имеют земель на Бьюте. В 1703 г. титул графов (с 1796 г. маркизов) Бьюта получили представители одной из младших ветвей дома Стюартов.